# Elétron solvatado
Um elétron solvatado é um elétron livre em uma solução (solvatado nela). Os elétrons solvatados ocorrem amplamente, apesar de ser difícil observá-los diretamente devido à sua curta vida útil. A cor marcante das soluções de metais alcalinos na amônia líquida surge da presença de elétrons solvatados: azul quando diluídas e cor de cobre quando mais concentradas (> 3 molar). Em geral, as discussões sobre elétrons solvatados se concentram em suas soluções em amônia, que são estáveis durante dias, mas elétrons solvatados também ocorrem em água e em outros solventes — na verdade, em qualquer solvente que propicie a transferência de elétrons de esfera externa —. A real energia de hidratação do elétron solvatado pode ser estimada usando a energia de hidratação de um próton na água combinada com dados cinéticos de experimentos de radiólise de pulso. O elétron solvatado forma um par ácido-base com o hidrogênio atômico.
O elétron solvatado é responsável por grande parte da química da radiação.
Os metais alcalinos se dissolvem na amônia líquida, gerando soluções condutoras e fortemente azuis. A cor azul da solução se deve aos elétrons amoniacados, os quais absorvem energia na região visível da luz. Os metais alcalinos também se dissolvem em algumas pequenas aminas primárias, como metilamina, etilamina  e hexametilfosforamida, formando soluções azuis. Soluções eletrônicas solvatadas dos metais alcalino-terrosos magnésio, cálcio, estrôncio e bário em etilenodiamina têm sido usadas para intercalar o grafite com esses metais.

## Histórico
A observação da cor das soluções de eletretos metálicos é geralmente atribuída a Humphry Davy. De 1807 a 1809, ele examinou a adição de grãos de potássio a amônia gasosa (a liquefação da amônia foi realizada primeiramente em 1823). James Ballantyne Hannay e J. Hogarth repetiram os experimentos com sódio entre 1879 e 1880. W. Weyl em 1844 e C. A. Seely em 1871 usaram amônia líquida, enquanto Hamilton Cady, em 1897, relacionou as propriedades ionizantes da amônia às da água. Charles A. Kraus mediu a condutância elétrica de soluções de metal e amônia e, em 1907, a atribuiu aos elétrons liberados pelo metal. Em 1918, G. E. Gibson e W. L. Argo introduziram o conceito de elétron solvatado. Eles observaram, com base em espectros de absorção, que diferentes metais e diferentes solventes (metilamina, etilamina) produzem a mesma cor azul, atribuída a uma espécie comum, o elétron solvatado. Na década de 1970, os sais sólidos contendo elétrons como única espécie negativa foram caracterizados.

## Propriedades
Focando em soluções de amônia, a amônia líquida irá dissolver todos os metais alcalinos e outros metais eletropositivos como Ca, Sr, Ba, Eu e Yb (além de Mg usando um processo eletrolítico), sendo formadas soluções azuis características.

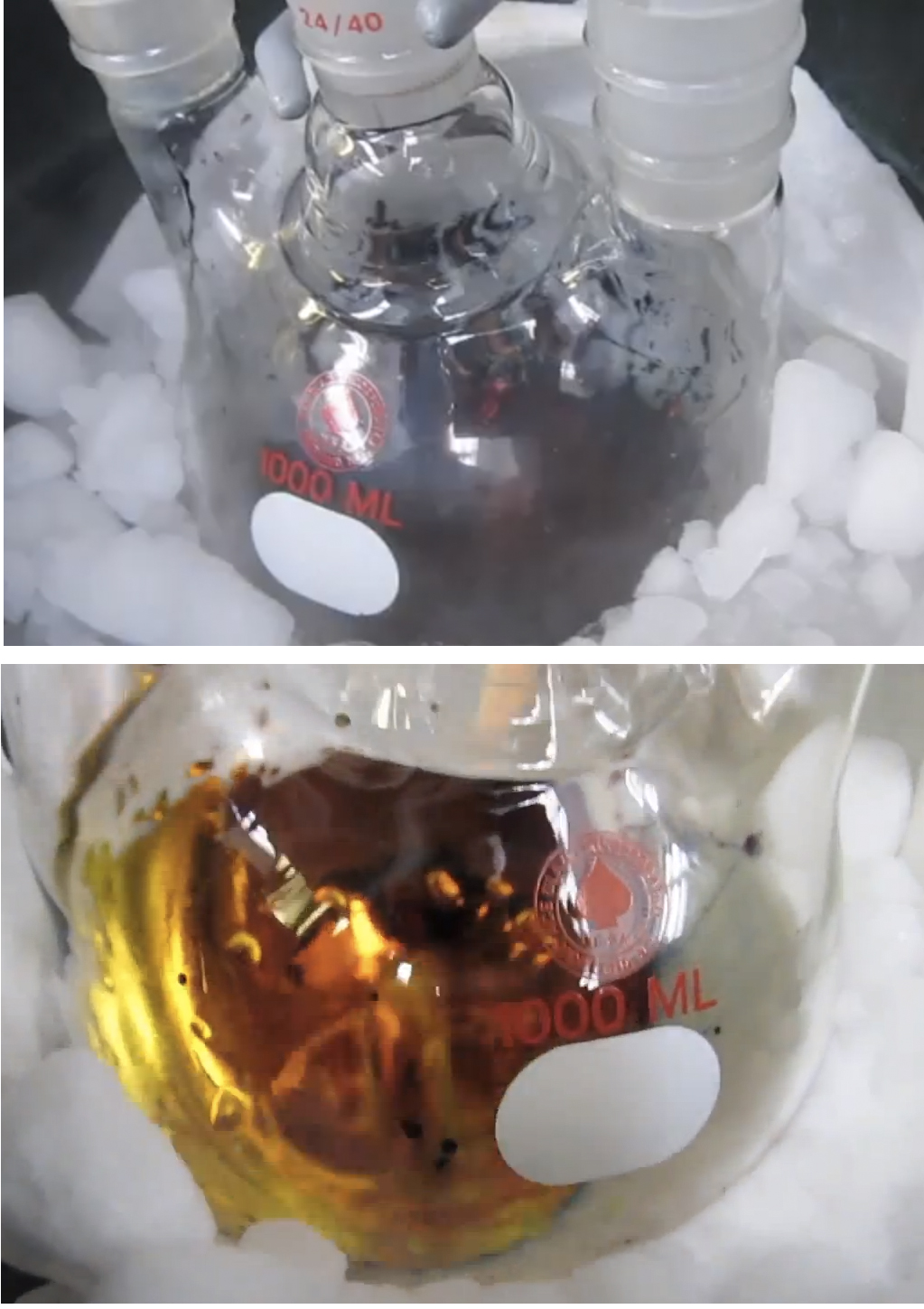
Soluções obtidas por dissolução de lítio em amônia líquida. A solução no topo tem uma cor azul escura e a inferior, uma cor dourada. As cores são características de elétrons solvatados em concentrações eletronicamente isolantes e metálicas, respectivamente.

Uma solução de lítio-amônia a –60 °C é saturada a cerca de 15 mol% metal (MPM). Quando a concentração é aumentada nesta faixa, a condutividade elétrica aumenta de 10−2 para 104 ohm−1cm−1 (maior que a do mercúrio líquido). Por volta de 8 MPM, ocorre uma "transição para o estado metálico" (TMS) (também chamada de "transição de metal para não metal" (MNMT)). A 4 MPM, ocorre uma separação de fase líquido-líquido: a fase dourada, menos densa, torna-se imiscível com uma fase azul mais densa. Acima de 8 MPM, a solução é bronze/dourada. Na mesma faixa de concentração, a densidade geral diminui em 30%.
Soluções diluídas são paramagnéticas e, em torno de 0,5 MPM, todos os elétrons estão emparelhados e a solução torna-se diamagnética. Existem vários modelos para descrever as espécies com pares de spin: como um trímero de íons; como um íon triplo — um agrupamento de duas espécies de elétrons solvatados de um único elétron em associação com um cátion —; ou como um aglomerado de dois elétrons solvatados e dois cátions solvatados.
Elétrons solvatados produzidos pela dissolução de metais redutores em amônia e em aminas são os ânions de sais chamados eletretos. Esses sais podem ser isolados pela adição de ligantes macrocíclicos, tais como éter coroa e criptandos. Esses ligantes ligam-se fortemente aos cátions e evitam sua posterior redução pelo elétron.
Nos complexos metal-amônia ou metal-água neutros ou parcialmente oxidados, há elétrons difusos solvatados. Essas espécies são reconhecidas como "precursores de elétrons solvatados" (SEPs). Um SEP é um complexo metálico que carrega elétrons difusos na periferia dos ligantes. A nuvem de elétrons solvatados difusos ocupa um orbital atômico quase esférico do tipo s- e povoa orbitais com maiores momentos angulares dos tipos p-, d-, f- e orbitais com caráter g- em estados excitados.
O valor de seu potencial padrão de eletrodo é –2,77 V. A equivalente-condutividade 177 ohm–1cm2eq–1 é semelhante à do íon hidróxido. Este valor de condutividade equivalente corresponde a uma difusividade de 4,75*10−5 cm2s−1.
Algumas propriedades termodinâmicas do elétron solvatado foram investigadas por Joshua Jortner e Richard M. Noyes (1966).
Soluções aquosas alcalinas com pH acima de 9,6 regeneram o elétron hidratado através da reação do hidrogênio atômico hidratado com o íon hidróxido, produzindo água além dos elétrons hidratados.
Em pH abaixo de 9,6, o elétron hidratado reage com o íon hidrônio formando hidrogênio atômico, que, por sua vez, pode reagir com o elétron hidratado produzindo íon hidróxido e hidrogênio molecular comum H2.
As propriedades do elétron solvatado podem ser investigadas usando o eletrodo de disco em anel rotativo.

## Reatividade e aplicações
O elétron solvatado reage com o oxigênio para formar um radical superóxido (O2–). Com o óxido nitroso, os elétrons solvatados reagem para formar radicais hidroxila (HO.). Os elétrons solvatados podem ser eliminados de ambos os sistemas aquoso e orgânico com nitrobenzeno ou hexafluoreto de enxofre.
Um uso comum de sódio dissolvido em amônia líquida é a redução de Birch. Também assume-se o uso de elétrons solvatados em outras reações em que o sódio é usado como agente redutor, como no o uso de sódio em etanol, por exemplo, na redução de Bouveault-Blanc.
Os elétrons solvatados estão envolvidos na reação do sódio metálico com a água. Dois elétrons solvatados se combinam para formar hidrogênio molecular e o íon hidróxido.
Elétrons solvatados também estão envolvidos em processos de eletrodos.

## Difusão
A difusividade do elétron solvatado em amônia líquida pode ser determinada utilizando-se cronoamperometria do tipo potential-step.

## Na fase gasosa e na atmosfera terrestre superior
Elétrons solvatados podem ser encontrados mesmo na fase gasosa. Isso implica sua possível existência na parte externa da atmosfera terrestre e seu envolvimento na nucleação e na formação de aerossóis.